# Кроноцька затока
Кроноцька затока (рос. Кроноцкий залив) — затока Тихого океану, знаходиться на східному березі півострова Камчатка між Шипунським та Кроноцьким півостровом. У затоку впадає річка Половинка.
Довжина 68,5 км. Ширина біля входу 231 км. Глибини до 1500 м. Береги низовинні, місцями уривисті. Припливи мішані, їх величина близько 2 м. Затока взимку замерзає.
Кроноцька затока відома російським поселенцям з початку XVIII століття і спочатку мала назву Боброве море — за кількістю морського бобра (калана), до кінця століття повністю винищеного. Сучасна назва дано по найбільшій річці